# دودو توريه
دودو توريه هو لاعب كرة قدم كندي في مركز الهجوم، ولد في 29 ديسمبر 1991 في روصو في موريتانيا. لعب مع فانكوفر وايتكابس ونادي إمبولي ونادي مونتيري.